# Rutba (distrito)
O distrito de Ar-Rutba (em árabe: قضاء الرطبة) é um distrito da província de Ambar, no Iraque. A sua capital é Ar-Rutba.